# Helena Bursche
Helena Bursche (ur. 14 września 1886 w Wiskitkach, zm. 28 kwietnia 1975 w Dzięgielowie) – córka Juliusza Bursche, od 1 września 1925 dyrektorka Gimnazjum Ewangelickiego im. Anny Wazówny w Warszawie przy ul. Kredytowej 2. W latach 1939–1945 prowadziła tajne nauczanie. W latach 1945–1947 dyrektorka XXV Liceum w Łodzi. Członek Zarządu Zrzeszenia Plebiscytowego Polaków ewangelików komitetu mazurskiego. Po wojnie reaktywowała gimnazjum im. A. Wazówny w baraku przy ruinach Ewangelickiego Kościoła Garnizonowego, które już w 1951 roku zostało zamknięte przez władze komunistycznej Polski.
Pochowana na Cmentarzu Ewangelicko-Augsburskim w Warszawie (aleja 9, grób 2/3/4).

## Zobacz też

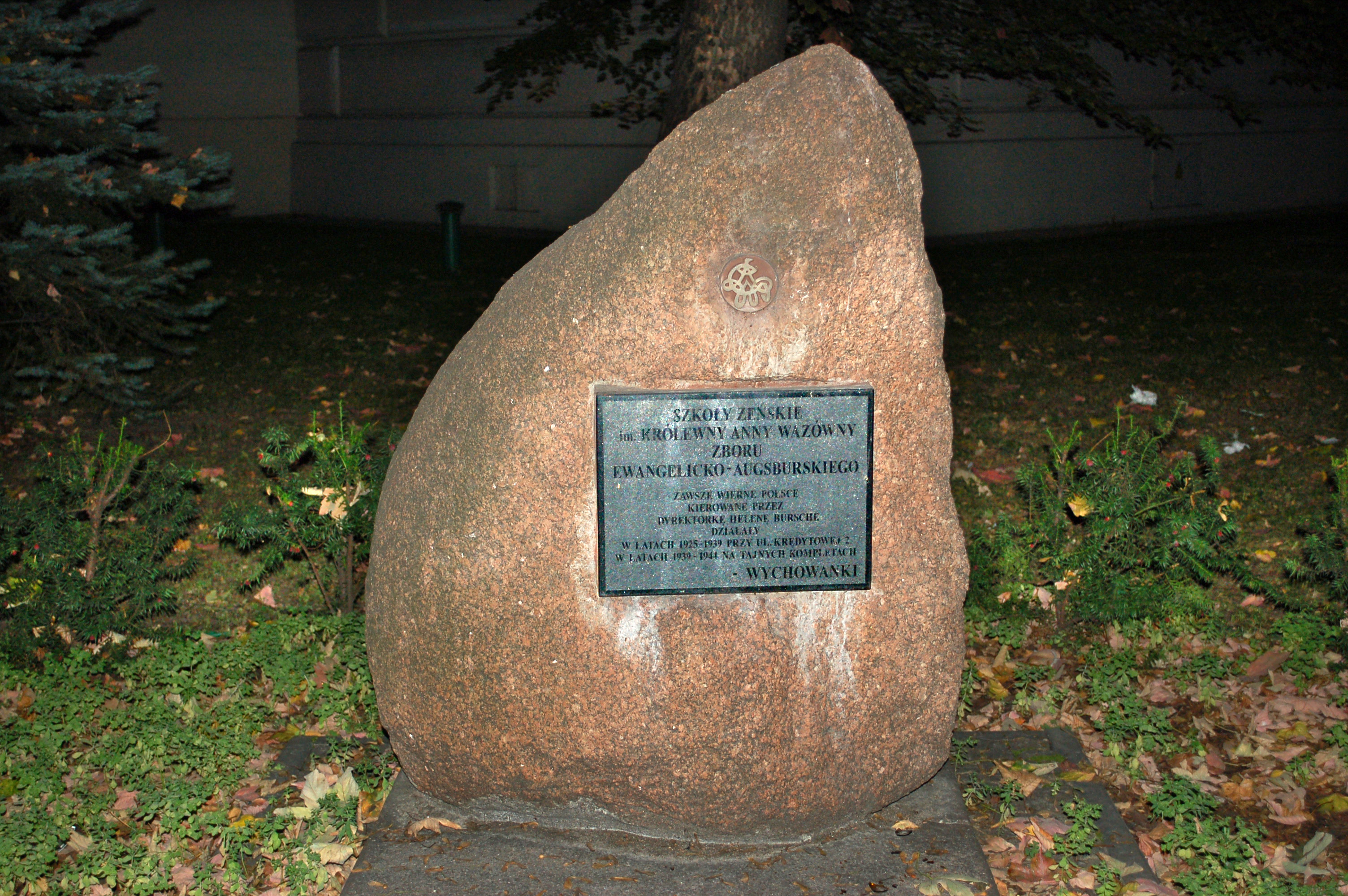
Kamień upamiętniający Gimnazjum Żeńskie im. Anny Wazówny

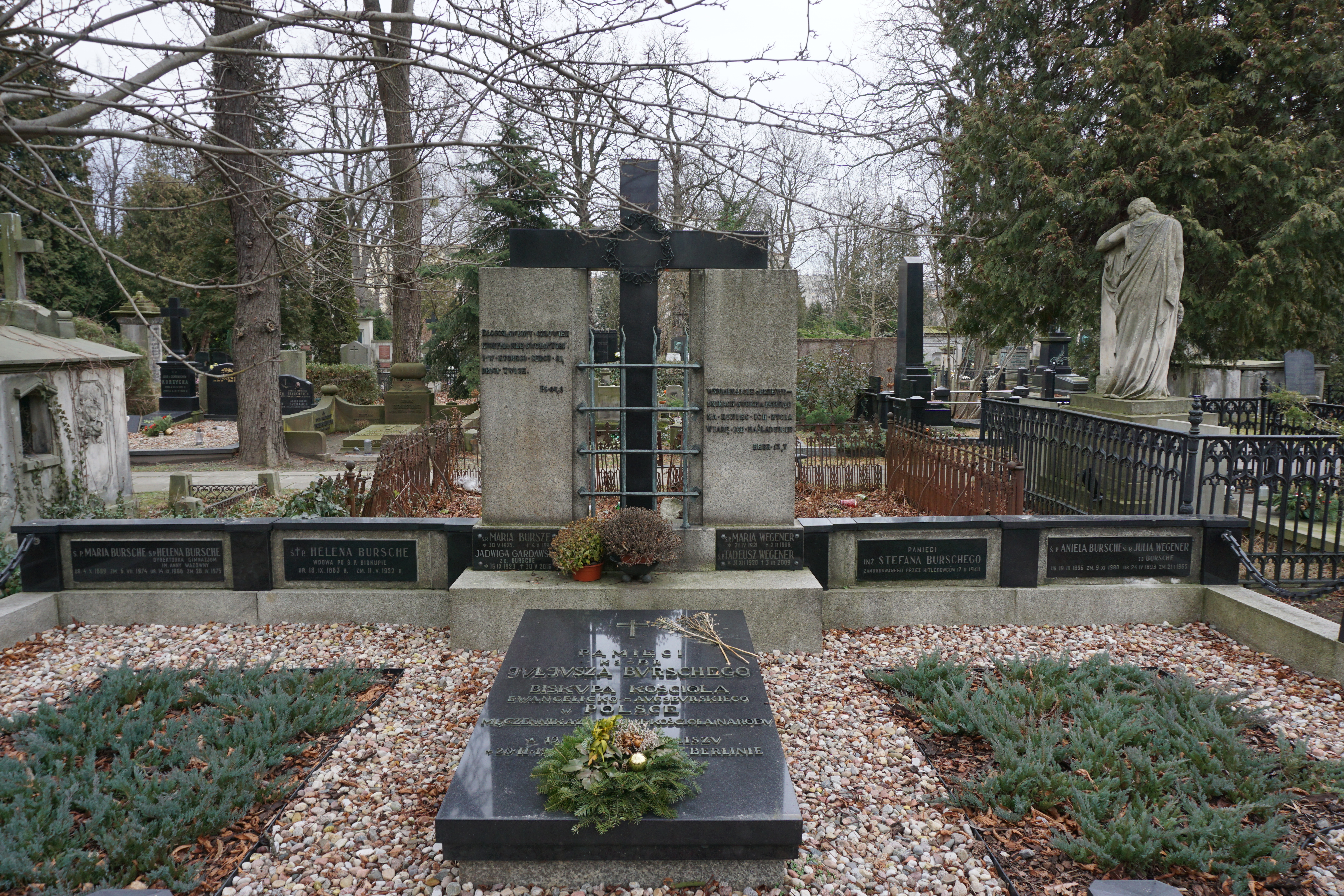
Grób Heleny Bursche na cmentarzu ewangelicko-augsburskim w Warszawie